# Лук'ян Андріїв
Лук'ян Андріїв (*д/н —після 1674) — український політичний та військовий діяч, кошовий отаман Війська Запорізького у 1672—1673 роках.

## Життєпис
Стосовно місця і дати народження немає відомостей. Знано, що вже наприкінці 1660-х років належав до козацької старшини. У 1672 році як полковник брав участь у поході кошового отамана і польового гетьмана Степана Вдовиченка на Перекоп. Тут виявив військовий хист, завдяки чому вдалося врятувати значну частину козаків після невдалого штурму і втечі Вдовиченка. По поверненню на Січ наприкінці 1672 року обирається кошовим отаманом.
На своїй посаді продовжив політику Євсевія Шашола з накопичення військової амуніції та клопотання стосовно повернення із заслання Івана Сірка з Сибіру. В умовах війни Османської імперії проти Речі Посполитої, яка зазнала тяжких поразок, кошовий звернувся до короля Михайла Корибута Вишневецького з проханням клопотати перед московським царем Олексієм Романовим щодо визволення Сірка. Листовно переконавши його в тому, що Сірко вкрай необхідний на Січі, і що поява його — в інтересах Польщі, вони спонукали короля звернутися до царя Московії і просити, щоб той звільнив Сірка. Крім того, клопотав Андріїв з цього приводу перед гетьманом Іваном Самойловичем та московським урядом.
Зважуючи на їхні прохання, цар урешті-решт наказав привезти Сірка з Сибіру до Москви, звідки той перебрався на Січ у 1673 році. Після прибуття Івана Сірка через деякий час відбулася козацька рада, на якій Лук'ян Андріїв поступився посадою Сірку.
У 1674 році на Переволочній допоміг царським посланцям Василю Чадуєву та Семену Щоголєву, що прямували на Січ, переправитися через Дніпро. Про подальшу долю Андріїва нічого невідомо.